# Claudio Ramiadamanana
Ramiadamanana di claudio', né le 22 octobre 1988 à Mahanoro, est un joueur de football international malgache évoluant au Pacy Ménilles Racing Club. Son poste de prédilection est attaquant, mais il peut jouer en tant que milieu offensif.